# Bob Scott
Bob Scott (n. 4 octombrie 1928 – d. 5 iulie 1954) a fost un pilot de curse auto american care a evoluat în Campionatul Mondial de Formula 1 între anii 1952 și 1954. Bob Scott a avut un accident fatal într-o cursă națională AAA din 1954 la Darlington.